# Un ange
Pour les articles homonymes, voir Ange (homonymie).
Pour plus de détails, voir Fiche technique et Distribution.
Un ange est un film dramatique français réalisé par Miguel Courtois sorti en France le 20 juin 2001.

## Synopsis
Léa vient de sortir de prison et compte refaire sa vie en oubliant son passé : son père qui ne s'est jamais occupé d'elle, son frère Samy à cause de qui elle est allée en prison, et la bande de délinquants dirigée par son ancien petit ami. Le policier Koskas - mal noté par ses supérieurs et qui élève seul son bébé de neuf mois - croise le chemin de Léa.

## Fiche technique
- Titre français : Un ange
- Réalisateur : Miguel Courtois
- Scénariste : Pierre-Henry Salfati et Olivier Douyère
- Producteur : Véronique Rofé
- Directeur de la photographie : Dominique Bouilleret
- Compositeur : Roland Romanelli
- Monteuse : Marie-Hélène Quinton
- Chef décorateur : Denis Mercier
- Costumière : Mimi Lempicka
- Distribution : 
  -  France : United International Pictures (UIP)
- Durée : 115 minutes
- Format : couleur
- Dates de sortie : 
  -  France : 20 juin 2001

## Distribution
- David Koskas : Richard Berry
- Léa Pastore : Elsa Zylberstein
- Sarafian Zacharie : Pascal Greggory
- Pascal Olmetti : Bernard Le Coq
- Samy Pastore : Vincent Martinez
- Julie Lafond : Virginie Lanoue
- François Deruelle : Nicolas Silberg
- Natacha : Hélène Duc
- Vittorio Pastore : Thierry Heckendorn
- Stéphane Sarafian : Pascal Demolon
- L'officiel : Pierre Aussedat
- Paul Koskas : (le bébé) Jessy Anani
- Le réceptionniste : Mostefa Stiti
- Franck : Didier Cauchy
- Marie : Anne Loiret
- Tonio : Antonio Ferreira
- J.R. : J.R. Tsidjo
- Philippe : Philippe Wintousky
- José : Jon Buruaga
- Louis : Francis Rignault
- Boris : Gil Kether
- Le planton du lycée : Hervé Lavigne
- Le garde du lycée : Yves Borrini
- Le chauffeur de taxi : Pierre Brichèse
- Le pharmacien : Richard Guedj
- Maître Lubet : Frédéric Gérard
- La fille de la boîte de nuit : Jeanne Antebi
- Le planton de la Préfecture : Thibault de Lussy
- Le serveur : Julien Zidi
- Un mafieux : Jacques de Brunelière
- Un mafieux : Alain Preaux
- Un policier : L. Dallias
- Un policier : David Barris
- Le client de l'hôtel : Teco Celio
- Le Préfet de Police : Pierre-Jean Néri